# Coenochilus calcaratus
Coenochilus calcaratus är en skalbaggsart som beskrevs av John Obadiah Westwood 1874. Coenochilus calcaratus ingår i släktet Coenochilus och familjen Cetoniidae.

## Underarter
Arten delas in i följande underarter:
- C. c. vagus
- C. c. bayoni